# Triplectides magnus
Triplectides magnus är en nattsländeart som först beskrevs av Walker 1852.  Triplectides magnus ingår i släktet Triplectides och familjen långhornssländor. Inga underarter finns listade i Catalogue of Life.